# Marcos Llunas
Marcos Gómez Llunas, född 29 september 1971 i Madrid, är en spansk popsångare, låtskrivare och musikproducent.
Marcos Llunas växte upp i Barcelona och är son till musikern Dyango. Efter skolan studerade han musikteori och piano. Han släppte sitt självbetitlade debutalbum 1993, vilket sålde guld i Spanien. Debutsingeln Para Reconquistarte blev en stor framgång i både Spanien och i de central- och latinamerikanska länderna och nådde förstaplatsen på spellistorna i samtliga av dessa länder. 1995 släppte han sitt andra album, Piel a piel, i både en spanskspråkig och i en portugisiskspråkig version. 
1995 vann han Festival OTI de la Canción, en slags latinamerikansk spin-off av Eurovision Song Contest, med låten Eres mi debilidad. Hans tredje och mest framgångsrika album, Vida, släpptes redan året därpå. 1997 representerade Llunas Spanien i Eurovision Song Contest med låten Sin rencor och kom på 6:e plats med 96 poäng.
1999 gjorde Llunas en nyinspelning av sitt första album under namnet Pluja d'estels där låtarna skrivits om med katalansk text. Samma år släppte han också albumet Desnudo med nya egenkomponerade låtar. Albumet producerade han i sin egen musikstudio, Blue Music, i Miami. 2001 medverkade han på Emilio Estefans album från samma år. Han har även varit jurymedlem i spansk tv för talangtävlingar som Lluvia de estrellas 2007.
2004 tog han en paus från musikkarriären. 2011 gjorde han comeback och året därpå släppte han albumet Homenaje a Dyango, a la voz del alma.

## Diskografi
- Marcos Llunas (1993)
- Piel a piel (1995)
- Vida (1996)
- Mi Historia (1997)
- Pluja d'estels (1999)
- Desnudo (1999)
- Me gusta (2002)
- Hechicera (2003)
- Mi retrato (2004)
- Homenaje a Dyango, a la voz del alma (2012)